# Нарта (лагуна)
Нарта (алб. Laguna e Nartës) — одна из крупнейших лагун Албании, на юге аккумулятивной низменности, которая простирается вдоль Адриатического побережья, близ устья реки Вьоса, к северо-западу от города Влёра, к западу от национального шоссе Влёра — Фиери. Отделена от залива Влёра Адриатического моря пересыпью, состоящей из аллювиальных дюн, общей длиной около 8 км и шириной от 100 до 1400 м, высотой до 80 м над уровнем моря. В прошлом лагуна Нарта была соединена с морем тремя входами, из которых сегодня функционирует только один. В самой широкой и высокой части пересыпи расположено село Звернеци. Площадь 41,8 км². Образовалась в результате непрерывного накопления аллювия реки Вьоса. Используется для добычи соли.
Названа по селу Нарта, расположенному на южном берегу.
В лагуне находится остров Звернеци, соединённый с материком узким деревянным мостом. На острове находится византийский монастырь Пресвятой Богородицы, закрытый вместе со всеми религиозными учреждениями в Албании в 1967 году (4 апреля 1967 года появился документ, запрещающий любое отправление культа). Монастырь был разграблен и сожжён, остров служил местом ссылки. В 1990 году монастырь был возрождён и является местом религиозного туризма, особенно 15 августа, в день Успения Пресвятой Богородицы. Монастырь объявлен памятником культуры. На острове действует православный летний лагерь. На острове находится кипарисовый лес площадью около 7 га.
Ранее в лагуну впадала река Вьоса.
При раскопках у мыса Трепорти близ Звернеци обнаружено древнее поселение VII века до н. э. и стена IV века до н. э. Поселение процветало между IV и II веками до н. э. и было покинуто после II века до н. э. Возможно поселение утратило своё значение как порт из-за перемещения устья реки Вьоса из лагуны Нарта на север. Археологическое место объявлено памятником культурного наследия в 1973 году.

## Охраняемый ландшафт Вьоса-Нарта
В 2004 году создан охраняемый ландшафт Вьоса-Нарта (категория МСОП — V) площадью 19 738 га. Нарта является второй по важности лагуной в Албании для водоплавающих птиц, являясь очень важной ключевой орнитологической территорией (20 000 зимующих птиц, более 40 видов). Место кормежки кудрявого пеликана (Pelecanus crispus) и место, где регулярно встречается красный фламинго (Phoenicopterus ruber). Вокруг лагуны богатая флора и фауна, типичная для средиземноморских водно-болотных угодий. В районе Звернеци растёт лес из кипариса и мастикового дерева (Pistacia lentiscus).